# Comtat de Chalais
El comtat de Chalais fou una jurisdicció feudal francesa centrada al castell de Chalais (Charente), antiga senyoria que va ser creada comtat el 1613. El títol de príncep de Chalais s'esmenta des del 1513 però no s'ha trobat la carta patent. Va acabar agafant carta de naturalesa al segle xvii.
La branca de comtes (prínceps) de Chalais, representada per Enric de Chalais, es va extingir a la seva mort el 1626 i va passar al seu germà Carles II de Grignols, marquès d'Euxidel, al que va succeir el seu fill Adrià Blai, mort el 1670 encara jove; llavors va continuar el seu germà Joan II i a la seva mort, el seu fill Lluís Joan Carles; aquest darrer va morir el 1757 deixant només una filla, Maria Francesca, casada des de 1744 amb Gabriel Maria de Grignols.
Aquest darrer descendia de Daniel de Grignols marquès de Tayllerand, comte de Grignols i comte de Mauriac (1737-1745) el fill del qual Gabriel Maria va heretar el 1745 els títols paterns i a més el de comte de Périgord (després ducat); es va casar amb Maria Francesca, princesa de Chalais i marquesa d'Euxidel. Gabriel Maria va morir el 1795 quan ja els drets feudals havien estat abolits i el va succeir en els títols el seu fill Elies Carles, comte de Grignols i Mauriac, marquès d'Euxidel i príncep de Chalais (mort el 1829) duc (i par) de Périgord el 1818.

## Llista de comtes/prínceps
- Enric 1613-1626
- Carles II 1626-1644
- Adrià Blai 1644-1670
- Joan II 1670-1731
- Joan Carles 1731-1757
- Maria Francesca Margarita 1757-1775
- Gabriel II de Talleyrand-Périgord príncep consort 1757 (+1797)
- Elies Carles I de Talleyrand-Périgord 1775-1829
- Elies Carles I de Talleyrand-Périgord 1829-1879
- Elies Roger de Talleyrand-Périgord 1879-1883
- Cecília de Talleyrand-Périgord 1883-1890 (neta) extinció.